# 1-Butin
1-Butin ist ein Kohlenwasserstoff aus der homologen Reihe der Alkine und isomer zu 2-Butin.

## Gewinnung und Darstellung
1-Butin lässt sich durch Reaktion von Ethin mit einem Halogenethan (z. B. Bromethan) gewinnen.

## Eigenschaften
1-Butin ist ein leicht entzündliches Gas, welches mit Luft bzw. Sauerstoff über einen weiten Konzentrationsbereich explosionsfähige Gemische bildet. Infolge seiner Dreifachbindung ist 1-Butin sehr reaktiv. So addiert es bereitwillig Halogene. In höheren Konzentrationen wirkt 1-Butin narkotisierend.
Es hat eine kritische Temperatur von 190,6 °C, einen kritischen Druck von 48,6 bar, eine kritische Dichte von 0,245 kg/l und eine Tripelpunkt-Temperatur von −125,7 °C.